# Metastivalius novaehiberniae
Metastivalius novaehiberniae är en loppart som beskrevs av Beaucournu et Mahnert 1988. Metastivalius novaehiberniae ingår i släktet Metastivalius och familjen Stivaliidae. Inga underarter finns listade i Catalogue of Life.